# 스와스티마 카드카
스와스티마 카드카(네팔어: स्वस्तिमा खड्का, 1995년 7월 4일 ~ )는 네팔의 배우, 모델이다. 2019 네팔 국립 영화상 여우주연상 수상자이다.